# Тас-Хаятах
Тас-Хаятах (на руски: Тас-Хаята̀х) е планински хребет в Източен Сибир, разположен в северната част на планинската система Черски, в източната част на Якутия в Русия.
Простира се от север-северозапад на юг-югоизток на протежение около 100 km, като е вододел на водосборните басейни на реките Индигирка на изток и Яна на запад. На юг се свързва с Халканския хребет. Максимална височина 2356 m, разположена в централната му част. Изграден е от алевролити и аргилити, пронизани от интрузивни гранити. От западните му склонове водят началото си реките Тирехтях, Догдо и др., десни притоци на Туостах (от басейна на Яна), а от източните – реките Ойосордох, Кира, Бьорьольох и др. десни притоци на Селенях (ляв приток на Индигирка). По склоновете му растат редки лиственични гори, преминавайки на височина над 1000 m в участъци от кедров клек и лишейна планинска тундра.